# Ischnocampa tovia
Ischnocampa tovia är en fjärilsart som beskrevs av Paul Dognin 1904. Ischnocampa tovia ingår i släktet Ischnocampa och familjen björnspinnare. Inga underarter finns listade i Catalogue of Life.